# Стражник великий литовський
Стражник великий литовський (лат. aexeubiarum vel vigiliarum praefectus) — урядник у Великому князівству Литовському, обов'язками якого було контролювати передню сторожу під час перебування короля у війську й керувати караулом під час постою.
Посада заснована 1635 року великим князем Владиславом IV. Аналогічні функції щодо повітового посполитого рушення мав повітовий стражник.

## Список великих стражників литовських

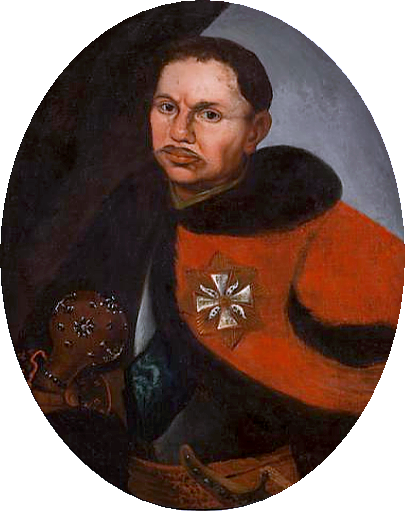
Людовик Костянтин Потій

- Григорій Мірський (10.3.1636 — 1656)
- Владислав-Юрій Халецький (1656-1668)
- Міхал Лев Обухович[be] (8.2.1668 — 22.10.1668)
- Боніфацій Теофіл Пац[be] (29.9.1669 — 1.1676)
- Самуель Кмітіц[be] (3.2.1676 — 1692)
- Міхал Юзеф Сапіга[be] (20.5.1692 — 25.6.1698)
- Людовик Костянтин Потій (1698-1703)
- Казимир Заранек-Горбовський[pl] (27.11.1703 — 1707)
- Казимир Кришпін-Кірштинштейн (1708—1709)
- Казимир Заранек-Горбовський[pl] (1709 — 26.10.1710)

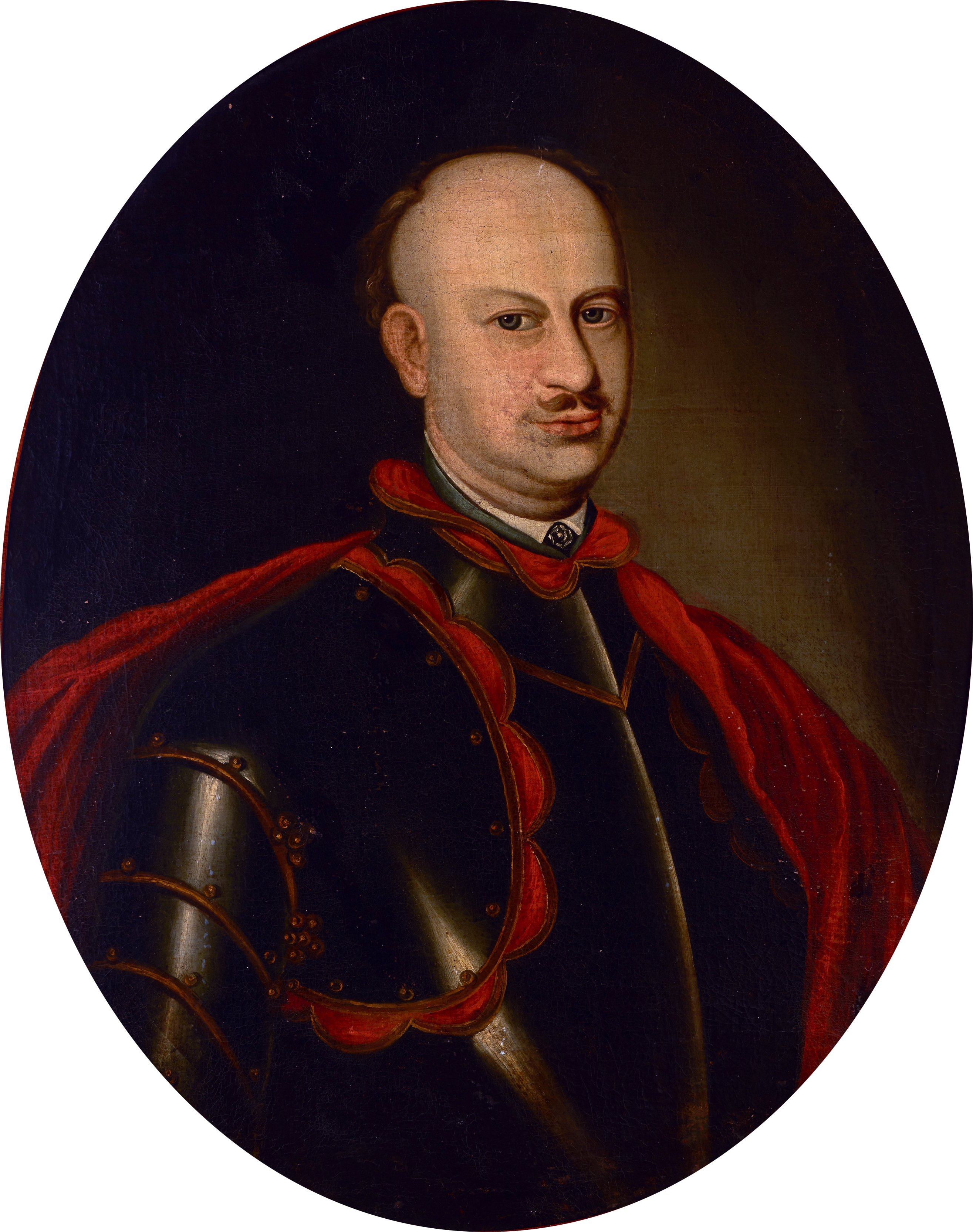
Антоній Потій

- Станіслав Владислав Потоцький (1710-1729)
- Антоній Потій (1729-1748)
- Людовик Потій (26.11.1748 — 1.1771)
- Леонард Потій (1771-1774)
- Антоній Онуфрій Ґелґуд[be] (1774 — 22.6.1776)
- Юзеф Юдицький (1776-1789)
- Ігнацій Ґелґуд[be] (23.12.1789 — 1793)
- Людвік Ґелґуд (1793—1795)